# Ada Reeve
Ada Reeve (nacida Adelaide Mary Reeves, 3 de marzo de 1874 – 5 de octubre de 1966) fue una actriz de cine y teatro inglesa. Reeve comenzó a actuar en pantomimas y music halls cuando era niña. Alcanzó la fama en las comedias musicales eduardianas de la década de 1890.
Reeve tuvo un éxito considerable en giras por Australia, Sudáfrica, Estados Unidos y otros lugares con pantomimas, espectáculos de variedades y vodeviles en el nuevo siglo. A los 70 años comenzó su carrera cinematográfica, que prolongó durante más de doce años.

## Inicios actorales
Adelaide Mary Reeves nació en Londres el 3 de marzo de 1874. Su padre era Samuel Isaacs, un actor que cambió su nombre por el de Charles Reeves, y su madre era Harriet Reeves (de soltera Seaman), una bailarina. Era de ascendencia judía. Hizo su primera aparición en el escenario a los cuatro años en la pantomima Red Riding Hood el día después de Navidad de 1878 en el Pavilion Theatre, Whitechapel, y continuó actuando en pantomimas. De niña, estuvo de gira durante varios años con la Frederick Wright Dramatic Company, actuando con el joven Huntley Wright y su familia. Su primer papel con ellos fue el de "Little Willie" en East Lynne. A continuación, interpretó una serie de papeles en pantomimas y obras dramáticas, muchos de ellos en el Pavilion. La compañía itinerante para la que trabajaba la familia quebró en 1888 y la numerosa familia se vio obligada a cantar en la playa para poder alimentarse. Cuando tenía 14 años, la salud de su padre se deterioró y ella se vio obligada a mantener a su familia, por lo que comenzó a trabajar como artista de music hall, donde obtuvo un éxito inmediato. De niña, actuaba bajo el nombre de "Little Ada Reeves", pero en 1886 acortó su apellido a Reeve.[cita requerida]
"She Was a Clergyman's Daughter" (véase la ilustración) era una canción de music hall aparentemente inocente, pero en realidad subida de tono, sobre la hija de un clérigo que no era tan ingenua ni caritativa como daba a entender. Reeve interpretó la canción con un recatado traje de volantes y gorro, dejando entrever al público las insinuaciones picantes de la canción mediante guiños y gestos cómplices. Continuó actuando en pantomimas, siendo ascendida a protagonista masculina en 1891 en The Old Bogie of the Sea en el Britannia Theatre y interpretando el papel principal en Aladdin en el Prince of Wales's Theatre de Birmingham en 1892, donde cantó su exitosa canción "What Do I Care?". En 1893, interpretó a Bo-Peep en Bo-Peep and Bonnie Boy Blue en el mismo teatro.

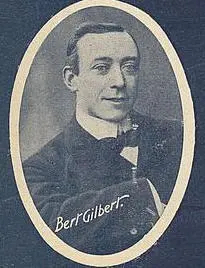
Bert Gilbert, primer esposo de Reeve

Reeve se casó con el actor Bert Gilbert (Joseph Gilbert Hazlewood) en 1894 y volvió a protagonizar pantomimas provinciales y a salir de gira como Haidee en Don Juan. Pronto se hizo famosa por su papel en una de las primeras comedias musicales de George Edwardes en el Gaiety Theatre, donde interpretó a Bessie Brent, el papel protagonista de The Shop Girl (1894), junto a Seymour Hicks. Sin embargo, estaba embarazada y tuvo que ser sustituida en el papel por la esposa de Hicks, Ellaline Terriss. Regresó en All Abroad en el Criterion Theatre (1895) y como protagonista de The Gay Parisienne en el Duke of York's Theatre (1896). Ella y su esposo realizaron una gira por Australia en 1897 con J. C. Williamson en 1897–98. Interpretó a Robin Hood y más tarde a Maid Marion en la pantomima Babes in the Wood de Williamson, lo que le valió elogios del público y la crítica. Sin embargo, el matrimonio con Gilbert se había deteriorado, y Reeve alegó crueldad extrema y solicitó el divorcio mientras aún se encontraba en Australia. En el viaje de regreso a Gran Bretaña, Reeve se vio obligada a pedir protección al capitán del barco para protegerse de él. Una vez en Inglaterra, la pareja se separó y el divorcio se formalizó en 1900. Ada se instaló en Londres con sus dos hijas, Bessie Adelaide Hazlewood (nacida el 28 de marzo de 1895 en Wolverhampton) y Lillian Mary "Goodie" Hazlewood (nacida en enero de 1897 en Londres).[cita requerida]
Todavía en 1898, Reeve interpretó el papel de "Madame Celeste" en Milord, Sir Smith, seguido del papel de Cleopatra en The Great Caesar en 1899. Más tarde ese mismo año, creó el papel de Lady Holyrood en la comedia musical Florodora en el Lyric Theatre. Repitió su papel como protagonista masculino en Aladdin en el Prince's Theatre de Bristol durante las navidades de 1899–1900. En 1900–01, volvió a realizar una gira por Australia y regresó a Gran Bretaña para realizar una gira con Florodora. Reeve se unió al reparto del exitoso musical San Toy en 1901, interpretando a Dudley y más tarde sustituyendo a Marie Tempest en el papel protagonista. La música se transcribió para la voz más grave de Reeve. A finales de año, sucedió a Evie Greene en el papel protagonista de "Kitty Grey", seguido de Ada Branscombe en Three Little Maids, en 1902. Entre estos compromisos, siguió actuando en pantomimas, lo que le gustaba mucho, a menudo como Aladdin.

## Últimos años
Reeve se volvió a casar en 1902 con Wilfred Cotton, un mánager y actor que era tío de Lily Elsie. Ese año, alquiló el Eden Theatre de Brighton en nombre de su nuevo esposo. Sin embargo, contrajo fiebre tifoidea durante un viaje a Alemania y, como consecuencia, estuvo demasiado enferma para actuar esa Navidad. Bajo la dirección de su marido, en 1903 interpretó el papel de Miss Ventnor en The Medal and the Maid. A continuación, en 1904, coprodujo con su esposo la obra Winnie Brooke, Widow, en la que interpretó el papel protagonista. En 1905, interpretó el papel protagonista en The Adventures of Moll durante una gira y volvió a aparecer en Birmingham como Aladdin en la pantomima navideña. En 1906, Reeve realizó una gira por Sudáfrica con su esposo, donde se hizo muy popular. De vuelta en Inglaterra, actuó en los teatros Tivoli y Empire y en giras y, en 1908, interpretó a Rhodanthe en el musical Butterflies en el Teatro Apollo, que ella misma produjo. En 1909, volvieron a hacer una gira por Sudáfrica y luego llevaron Butterflies de gira por Gran Bretaña. Interpretó el papel protagonista en las pantomimas de Navidad de 1908 y 1909 de Jack and the Beanstalk, con George Robey como su madre en el escenario.
Durante los años siguientes, Reeve actuó en variedades en Inglaterra y disfrutó de extensas y lucrativas giras por el extranjero, incluyendo Sudáfrica y Estados Unidos en 1911, Sudáfrica en 1913, Australia en 1914, Australia y Sudáfrica en 1917–1918 (incluyendo una nueva actuación en el Tivoli de Melbourne en You're in Love), Sudáfrica en 1920, Australia y Nueva Zelanda de 1922 a 1924 (de nuevo, a menudo en Aladdin con la compañía Williamson) y, en 1926 y 1929, la última vez que actuó en vodevil. Estuvo ausente de Inglaterra de 1929 a 1935. En Australia, en 1932, protagonizó cortometrajes producidos por Efftee Studios, incluidos dos de la serie "Efftee Entertainers", una serie de películas de variedades de la escena local. La más notable de sus películas para Efftee es In the Future (1932), una obra de teatro de doce minutos que Reeve codirigió con F. W. Thring. La premisa central de la película es una inversión de los roles de género tradicionales, en la que Reeve interpreta a una esposa dominante que fuma puros y se va a su club mientras su marido se queda en casa bordando. Las dos hijas de Reeve, Bessie y Goody, se habían establecido en Australia, donde ambas se casaron y tuvieron hijos, y Goody se convirtió en una conocida personalidad de la radio. Bessie murió de una enfermedad en 1954. A su regreso a Inglaterra, Ada actuó en cabarets, revistas y espectáculos de variedades. Su siguiente papel dramático fue en 1940 en el musical Black Velvet.
Después de unos años más en los escenarios, en 1944 Reeve comenzó a aparecer en películas como Mrs. Barley en They Came to a City. Apareció en un total de nueve películas y continuó su trabajo en los escenarios en las décadas de 1940 y 1950. A los 80 años se retiró de los escenarios, pero rodó dos películas más, la última de ellas a los 83 años, The Passionate Stranger, en 1957.
Fue protagonista del programa This Is Your Life en 1956, cuando Eamonn Andrews le dio una sorpresa en el King's Theatre de Hammersmith, Londres.[cita requerida]
Ada Reeve falleció en 1966 a los 92 años.

## Filmografía
| Año  | Título                  | Papel           | Notas         |
| ---- | ----------------------- | --------------- | ------------- |
| 1919 | Comradeship             | Betty Mortimore |               |
| 1944 | They Came to a City     | Mrs. Batley     |               |
| 1947 | Meet Me at Dawn         | Conserje        |               |
| 1947 | When the Bough Breaks   | Segunda casera  |               |
| 1949 | Dear Mr. Prohack        | Mrs. Griggs     |               |
| 1950 | Night and the City      | Molly           |               |
| 1952 | I Believe in You        | Mrs. Crockett   |               |
| 1953 | Time Bomb               | Señora mayor    | sin acreditar |
| 1956 | Eyewitness              | Mrs. Hudson     |               |
| 1957 | The Passionate Stranger | Mujer vieja     |               |